# ضريح لوليوس أربيكيوس
ضريح لوليوس أربيكيوس يعد أحد آثار الحضارة الرومانية بالجزائر يقع بولاية قسنطينة ويبعد عنها بـ 25 كم وبمسافة 04 كلم شمال المدينة الأثرية تيديس.
الضريح تم بنائه من قبل كوينتوس لوليوس أربيكيوس، و الضريح يتميز بشكله الدائري بإرتفاع 6 أمتار وقطر 10 متر.